# Phytoptipalpus conostegiae
Phytoptipalpus conostegiae är en spindeldjursart som beskrevs av Baker och James P. Tuttle 1987. Phytoptipalpus conostegiae ingår i släktet Phytoptipalpus och familjen Tenuipalpidae. Inga underarter finns listade i Catalogue of Life.